# Woogbach (Speyerbach)
Der Woogbach, am Unterlauf Nonnenbach genannt, ist ein gut 9 km langes Fließgewässer in Rheinland-Pfalz und ein linker Seitenarm des Speyerbachs, von dem er sein Wasser bezieht und in den er wieder zurückmündet. Der Bach fließt auf seiner gesamten Länge in der Vorderpfalz, und zwar im Rhein-Pfalz-Kreis und in der kreisfreien Stadt Speyer.

## Namen
Das Bestimmungswort des Namens leitet sich vom mittelhochdeutschen Wort wāc für „stehendes Wasser“ ab.

## Geographie

### Verlauf

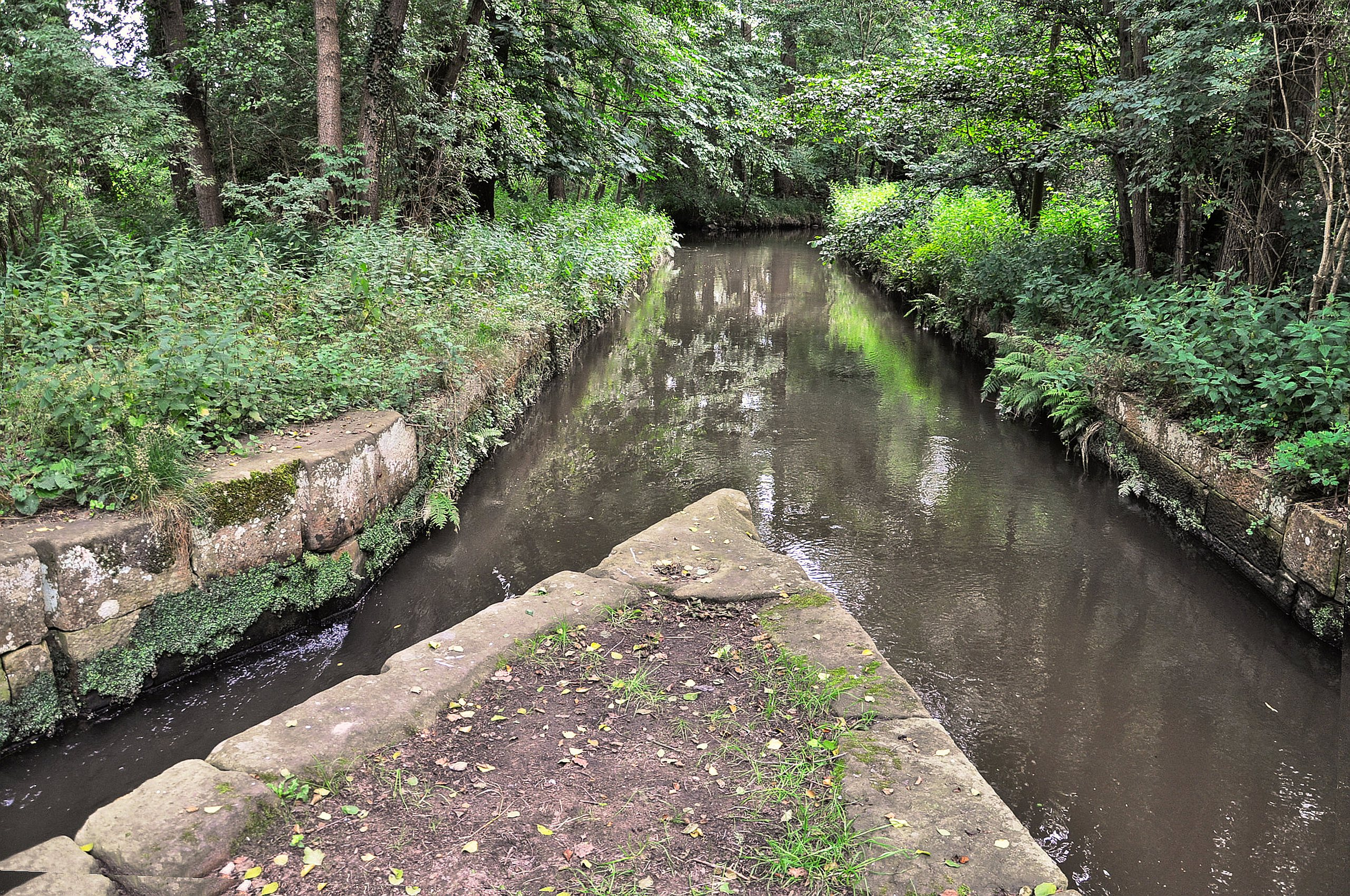
Hanhofer Wassergescheid aus Osten: Woogbach-Ursprung (nach rechts vorne)

Der Woogbach besitzt keine eigene Quelle. Am Westrand von Hanhofen zweigt er auf 107 m Höhe in einer Bifurkation, dem sogenannten Hanhofer Wassergescheid, dem Speyerbach mindestens dessen halbe Wassermenge nach links ab. 40 m oberhalb dieser Stelle mündet in den Speyerbach von rechts der 22 km lange Kropsbach.
In östlicher Richtung durchfließt der Woogbach die Gemeinde Hanhofen, die er mittig quert. Am Wohnbereich von Dudenhofen floss er einst nördlich entlang; erst neuere Siedlungsgebiete sind weit nach Norden über den Bach hinausgewachsen. 1 km unterhalb der Wohnbebauung von Dudenhofen erreicht er die Stadt Speyer. Dort fließt er durch einen etwa 2,5 km langen Grüngürtel, dessen westlicher Teil der Woogbachpark ist, und ändert dabei in einem großen Rechtsbogen seine Laufrichtung auf Südost. Anschließend passiert er das links liegende Helmut-Bantz-Stadion, das nach dem aus Speyer stammenden Turn-Olympiasieger von 1956 benannt ist.
Vor der Straßenbrücke Mittelsteg mündet der Woogbach auf 96 m Höhe von links zurück in den hier wieder aus dem Untergrund hervortretenden und in diesem letzten Abschnitt auch „Gießhübelbach“ genannten Speyerbach, der seinerseits nach weiteren 800 m den Rhein erreicht.
Der gut 9 km lange Lauf des Woogbachs endet 11 Höhenmeter unterhalb seines Ursprungs, er hat somit ein mittleres Sohlgefälle von etwa 1,2 ‰.

Der Woogbach…
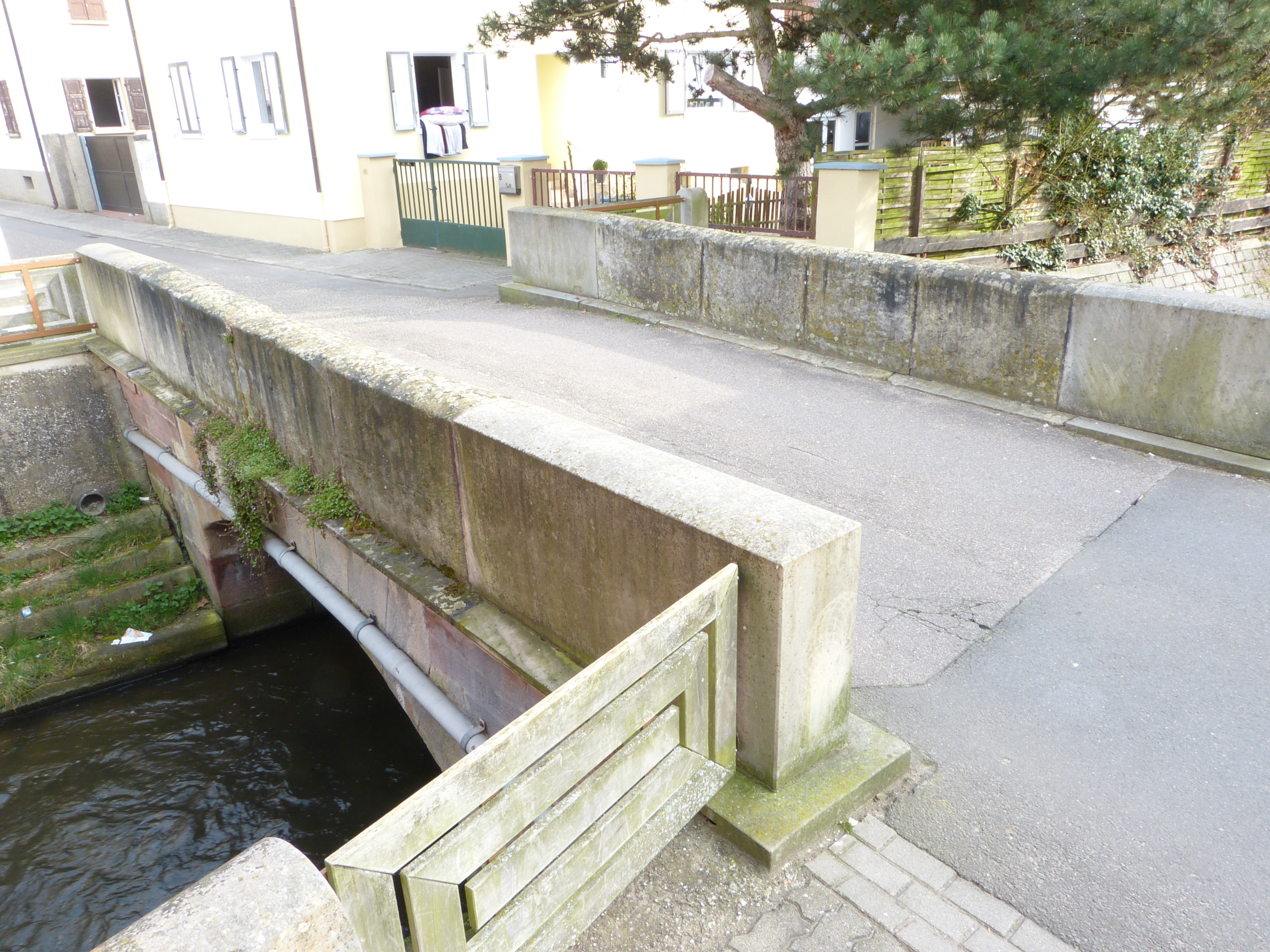
In Hanhofen
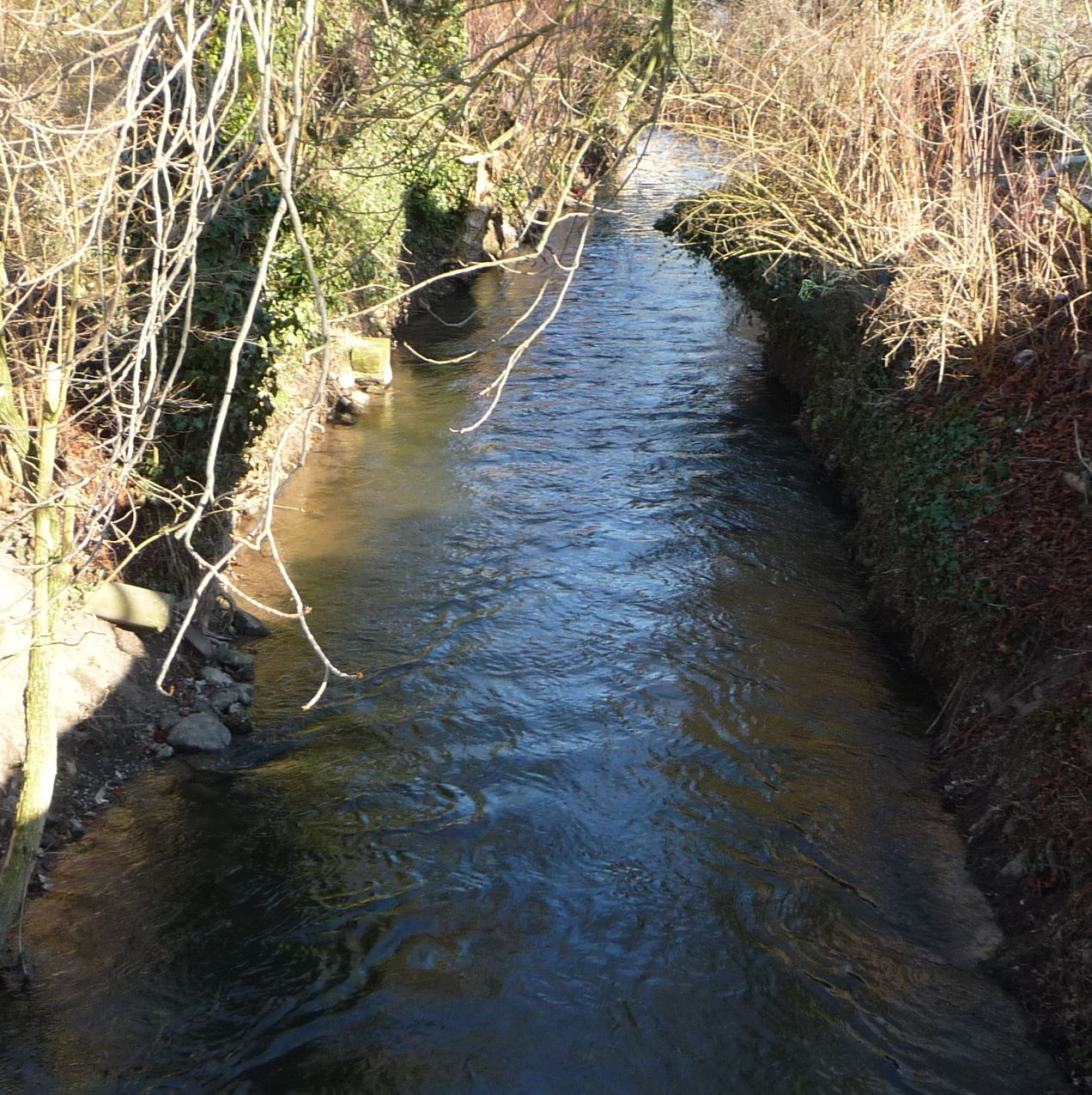
Zwischen Hanhofen und Dudenhofen
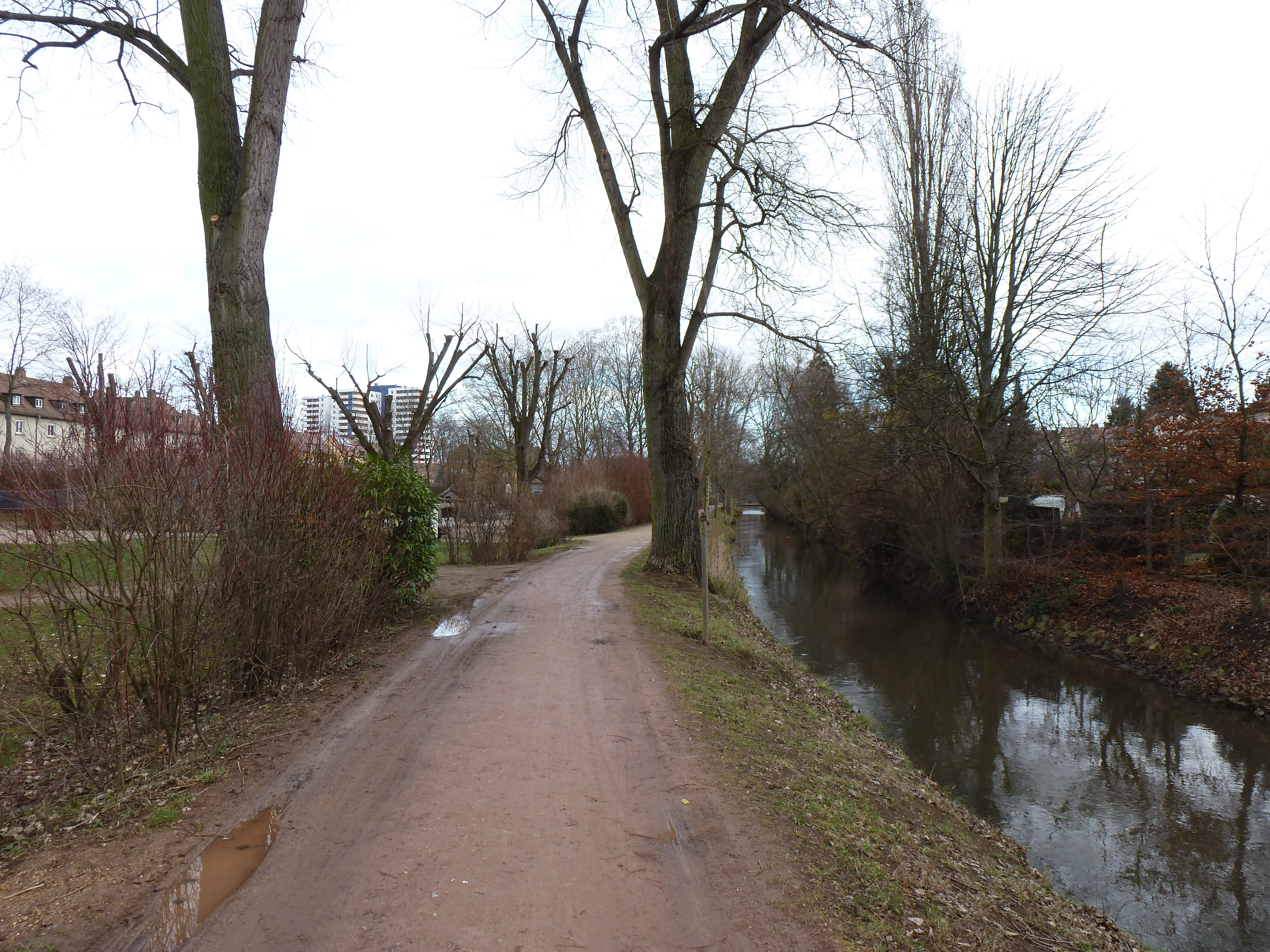
Beim Westeingang des Woogbachparks (Speyer)
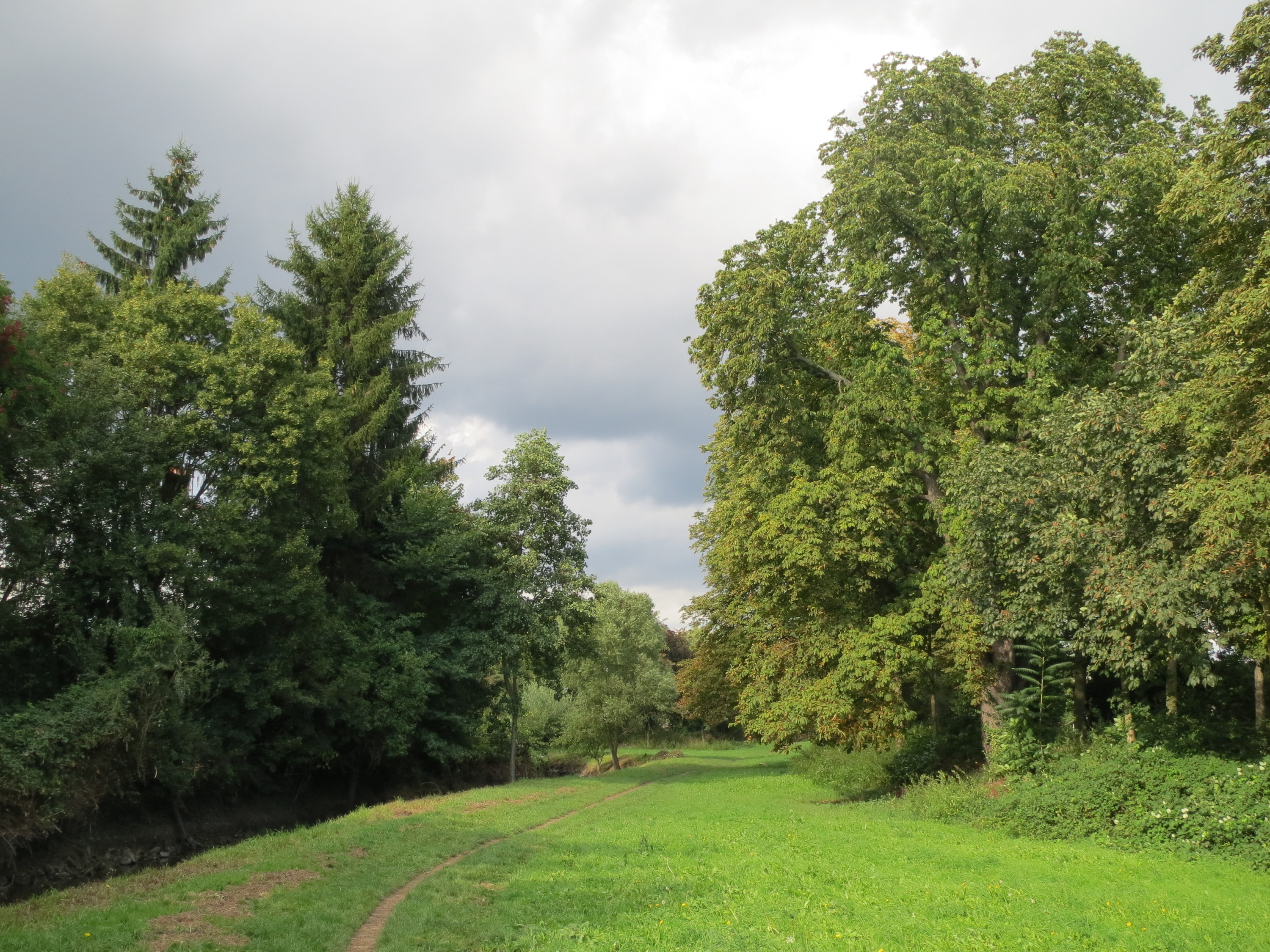
Im Osten des Woogbachparks (Speyer)

### Zuflüsse
Außer dem Speyerbach selbst besitzt der Woogbach zwei hauptsächliche Wasserlieferanten: Ein linker Zufluss ist der 4,8 km lange Altwiesenbach, der den Woogbach am Westrand von Dudenhofen zunächst nach links unterquert (⊙) und nach 500 m von links in ihn mündet (⊙). 300 m unterhalb dieser Stelle, ebenfalls in Dudenhofen, das er von Südwest nach Nordost durchquert hat, mündet von rechts der stärkste Zufluss, der 33,6 km lange Hainbach (⊙). Beide Mündungen liegen wenige Meter südlich bzw. nördlich der Bundesstraße 39, die von Speyer nach Neustadt an der Weinstraße führt.

### Ortschaften
- Hanhofen
- Dudenhofen
- Speyer

## Geschichte
Das Wasser des Woogbachs diente früher dem Schutz bzw. der Versorgung von Gebäuden und bewegte zudem die Mahlgänge verschiedener Mühlen.
- Am westlichen Ortseingang von Hanhofen stand links des Woogbachs seit dem 15. Jahrhundert die Burg Marientraut des Hochstifts Speyer, deren Verteidigungsgraben vom Bach gefüllt wurde. Heute sind von der um das Jahr 1700 zerstörten Wasserburg noch Reste des Bergfrieds zu finden.
- In Hanhofen, gegenüber dem Bergfried, liegt an der Hauptstraße nahe der Einmündung der Mühlgasse die ehemalige Schlossmühle. Ihr voluminöses zweieinhalbgeschossiges Hauptgebäude, das im Kern aus der Mitte des 18. Jahrhunderts stammt, dient heute Wohnzwecken. Die Mühle ist nicht mehr als Kulturdenkmal gelistet.
- In Dudenhofen an der St.-Klara-Straße stand einst die Bannmühle. 1902 wurde das Haupthaus, ein viergeschossiger Ziegelbau mit zinnenartigem Wandabschluss, zu einer repräsentativen Villa mit Jugendstilmotiven umgebaut, die unter Denkmalschutz steht. Heute wird darin das „Künstlerhaus Dudenhofen“ betrieben.
- In Speyer umfloss der Woogbach rund 1 km vor seiner Rückmündung in den Speyerbach das Gelände des St.-Klara-Klosters (⊙), weshalb er in seinem Unterlauf die Bezeichnung Nonnenbach erhielt. Das Kloster wurde 1799 aufgelöst und später abgetragen.

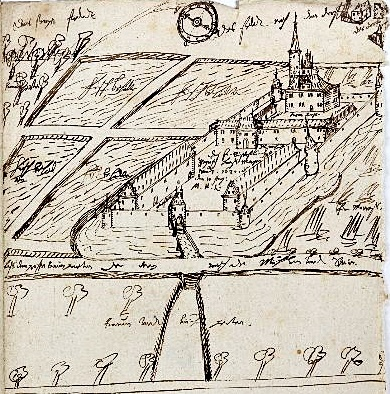
Burg Marientraut, Zeichnung von 1630
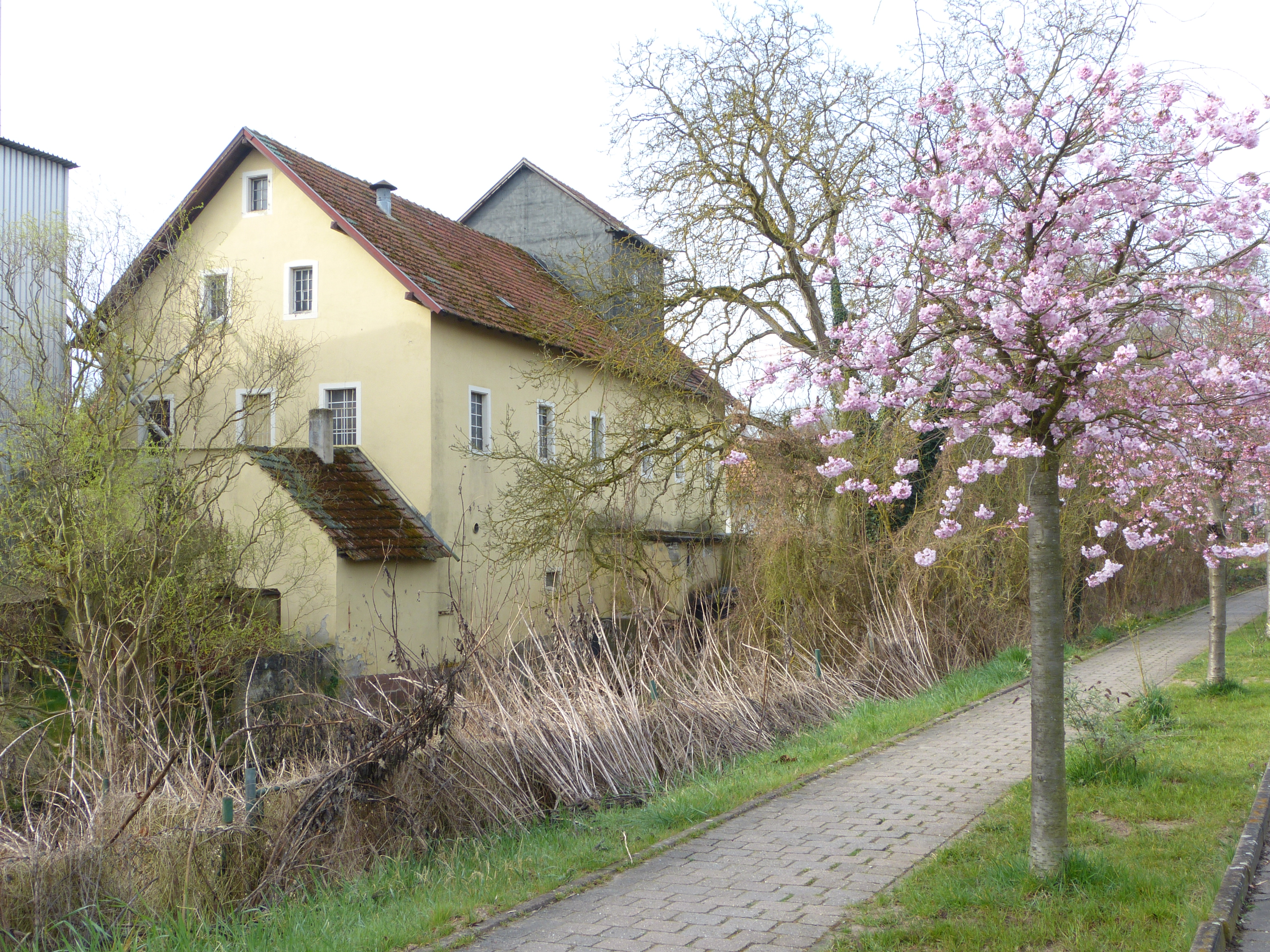
Wohnhaus in Hanhofen, die ehemalige Schlossmühle
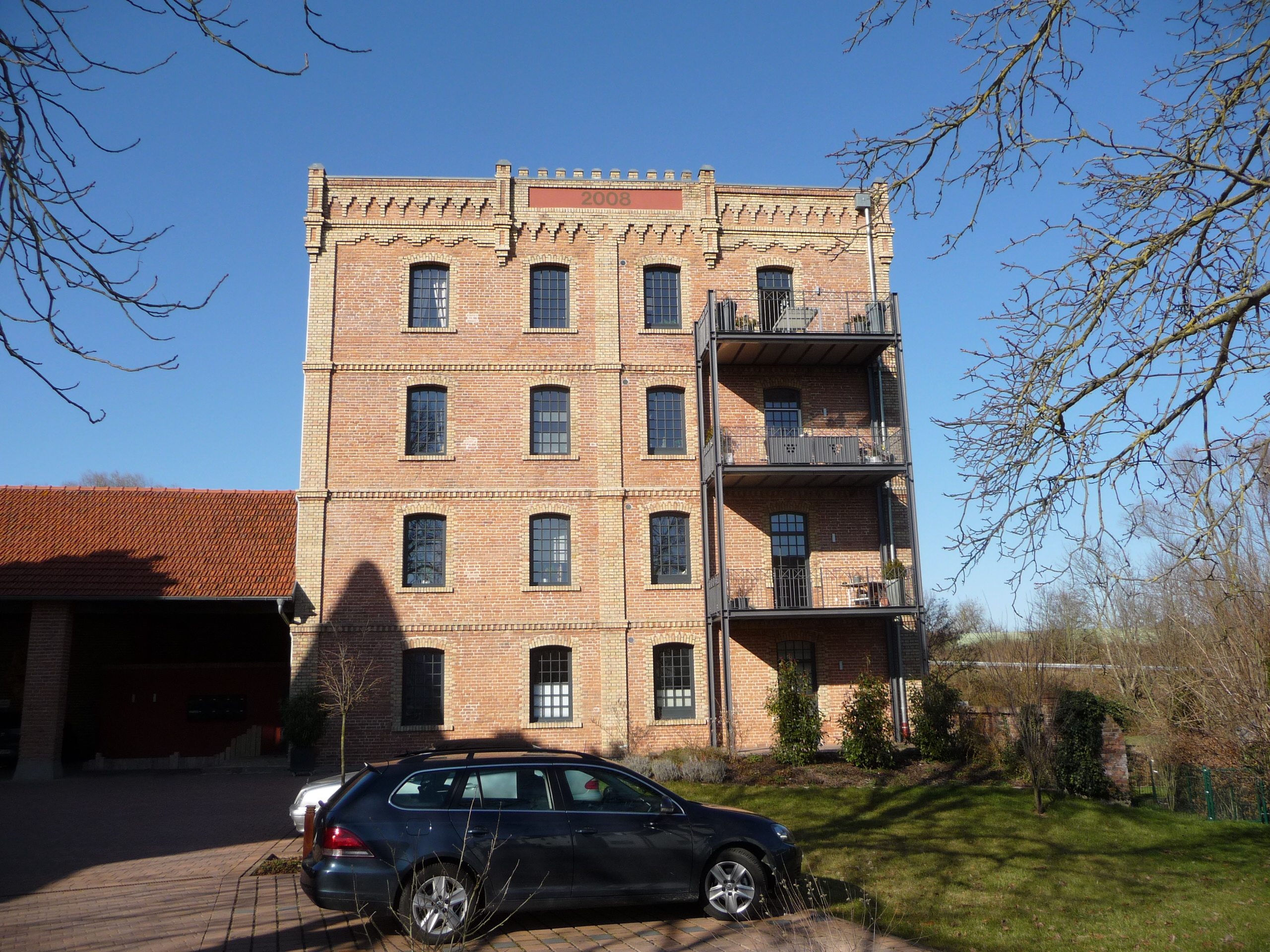
Künstlerhaus Dudenhofen, die ehemalige Bannmühle, auch Morschmühle
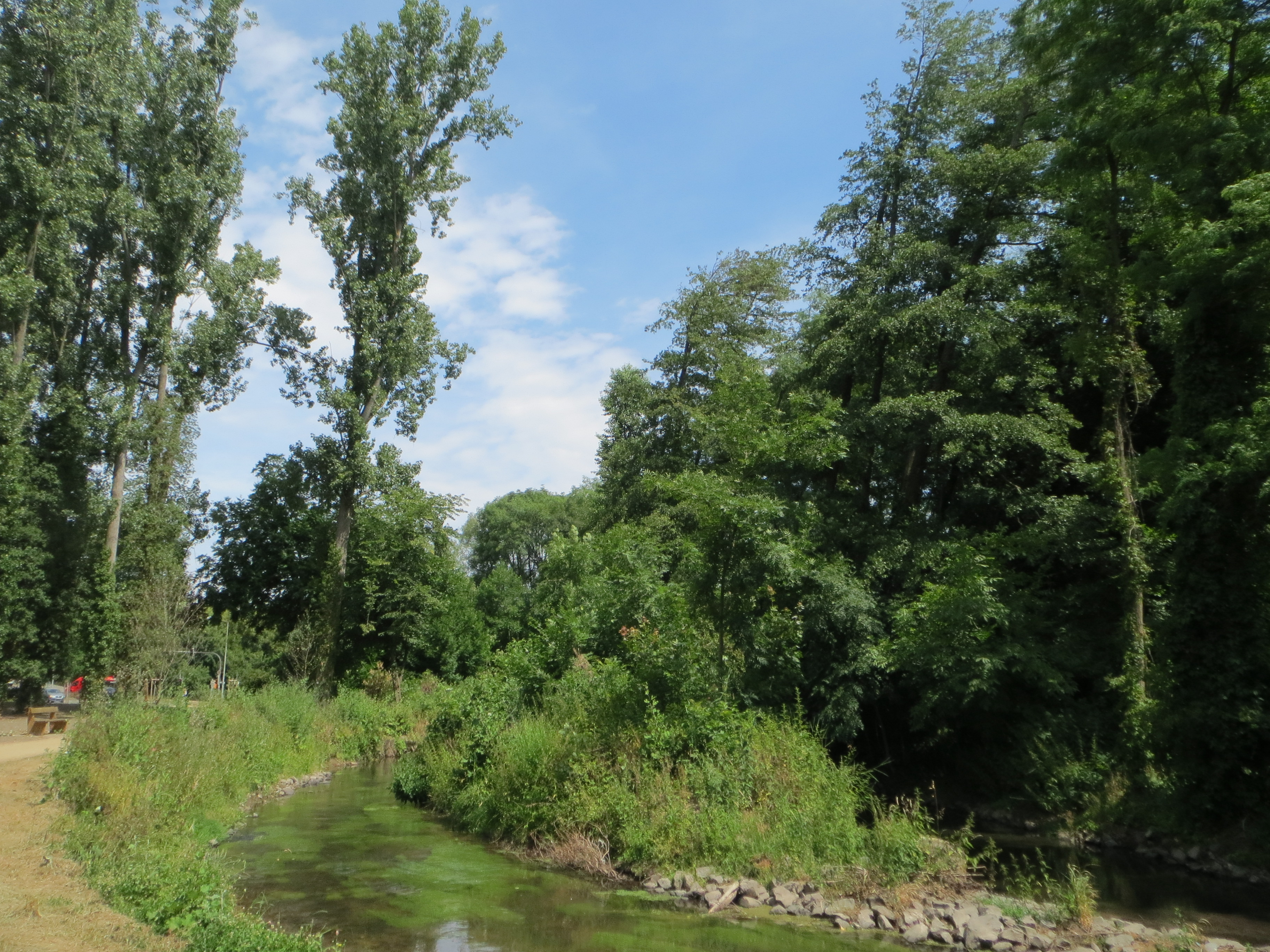
Speyer, Woogbachpark
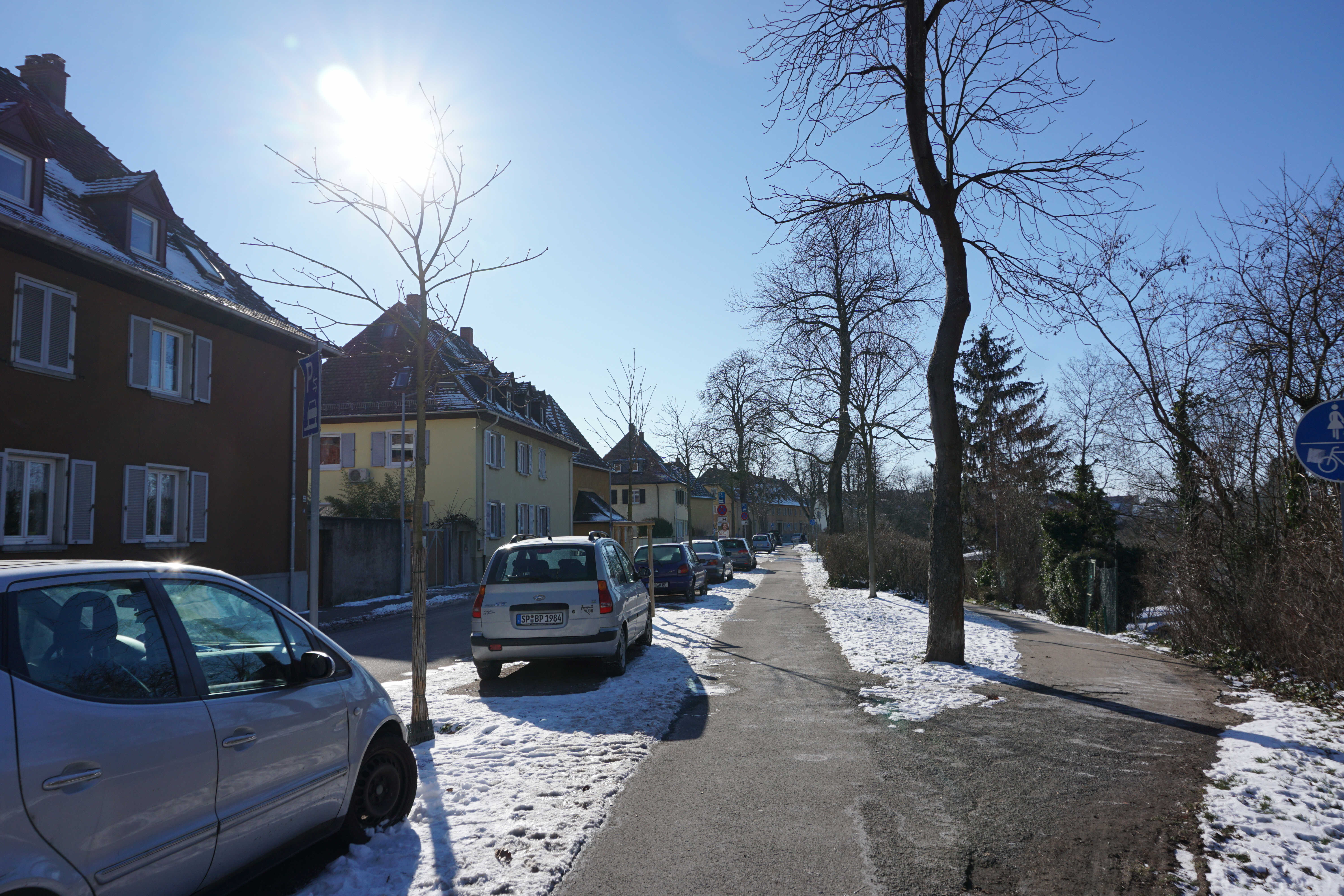
Speyer, Denkmalzone Siedlung am Woogbach

Am westlichen Stadteingang von Speyer entstand im Bereich des Gewässers ab 1920 die Siedlung am Woogbach, die für Arbeiterfamilien errichtet wurde und mittlerweile als Denkmalzone ausgewiesen ist. Im Rahmen der Aktion Blau Plus des rheinland-pfälzischen Umweltministeriums wurde das Projekt „Soziale Stadt Speyer-West“ umgesetzt. Bei der Renaturierung der Woogbachaue zum Woogbachpark wurde ein „Weg der Generationen“ geschaffen, der den Zugang von den Wohngebieten erleichtert und die Begehung der Aue attraktiv macht.

## Verkehr
Nacheinander unterquert der Woogbach in Dudenhofen die B 39, westlich von Speyer die B 9 (Niederrhein–Lauterbourg/Frankreich) und innerhalb der Stadt die Bahnstrecke Schifferstadt–Wörth. In diesem Bereich begleitet er zudem auf etwa 1 km die in Richtung Stadtzentrum führende Friedrich-Ebert-Straße.